# Санс, Алехандро
Алехандро Санс (исп. Alejandro Sanz, настоящее имя Алехандро Санчес Писарро (Alejandro Sánchez Pizarro); род. 18 декабря 1968, Мадрид) — испанский певец и композитор, обладатель премии «Грэмми».

## Биография

### Ранние годы
Алехандро Санс — второй сын Марии Писарро Мадины и Хесуса Санчеса Мадеро. Он начал играть на гитаре в возрасте 7 лет и спустя всего 3 года уже сочинил свою первую песню. Молодой музыкант начал посещать курсы менеджмента после переезда в мадридский район Мораталас.

### Карьера

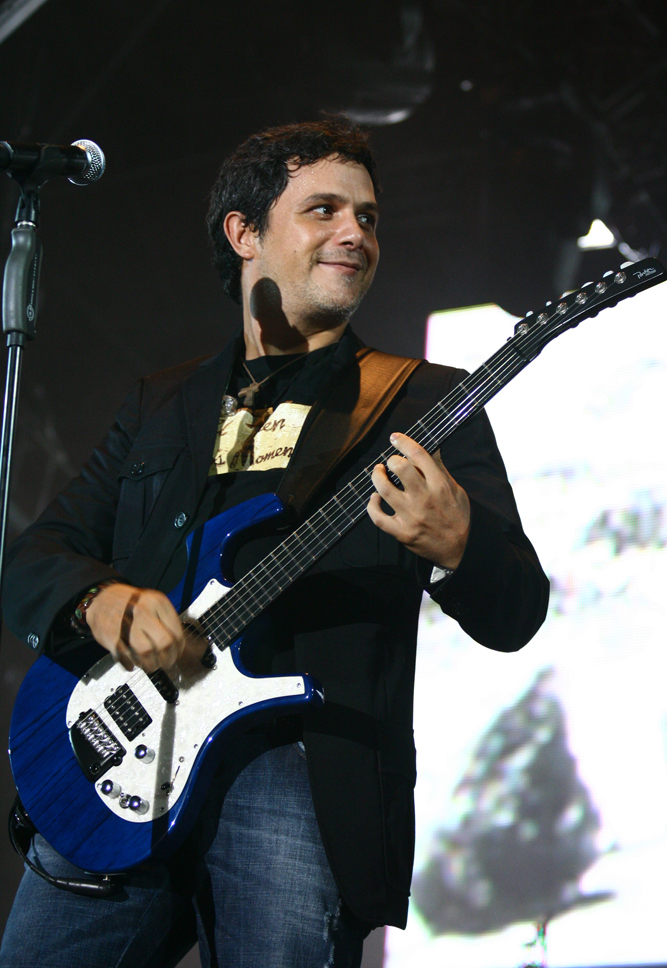
Алехандро Санс во время концерта в Манагуа, Никарагуа

В возрасте 16 лет Алехандро Санс записал свой первый альбом Los Chulos Son Pa' Cuidarlos, но несмотря на это его официальный дебют состоялся в 1991 году с альбомом Viviendo Deprisa, после того как он начал сотрудничать с Warner Music. Далее следовал альбом Si Tú Me Miras в 1993, в котором поучаствовали Начо Мано, Крис Камерон и Пако Де Лусия. Его третий альбом получил название 3, был записан в Венеции и спродюсирован Мигель Анхель Аренасом и Эмануел Руфиненго.
В 1997 году был выпущен альбом Más, а в 2000 — El Alma Al Aire, после чего популярность его возросла и он стал одним из самых продаваемых исполнителей.
Санс также появляется в клипе группы The Corrs, видео их дуэта было включено в DVD группы The Corrs.
В 2001 году он стал первым испаноязычным певцом, кто записал Unplugged для MTV. В 2003 году он записал свой альбом No Es Lo Mismo, за который получил пять Latin Grammy Award в 2004 году. В 2005 году Санс работает совместно с Шакирой и записывает с ней хит «La Tortura». В сентябре 2006 года состоялась премьера его песни «A La Primera Persona», это была первая песня из его нового альбома El Tren de los Momentos. 2 октября 2007 года Алехандро Санс запустил свой собственный аромат духов, названный «Siete», что в переводе с испанского означает «Семь».
Алехандро Санс является ярым критиком президента Венесуэлы Уго Чавеса.

### Личная жизнь
В 1995 году Алехандро Санс встретил мексиканскую модель Джейди Митчелл, они поженились на закрытой церемонии на острове Бали в 1998 году. В июле 2001 у пары в Мадриде родилась их первая дочь — Мануэла. В 2005 Алехандро и Джейди расстались, и он переехал в Майами. В конце 2006 Алехандро Санс объявил, что у него есть трёхлетний сын — Александр, рождённый от Валерии Ривера. Причиной, по которой он рассказал об этом СМИ, было то, что его шантажировали двое его бывших сотрудников. Этот случай все ещё рассматривается в суде.
Алехандро регулярно навещает свою дочь.

## Награды
Алехандро Санс стал обладателем 19 премий Грэмми, 3 из которых обычные премии Грэмми, а 16 — Latin Grammy Awards. Он продал более 25 миллионов копий своих альбомов.

## Дискография
- 1989: Los Chulos Son Pa' Cuidarlos (Под именем Алехандро Магно)
- 1991: Viviendo Deprisa
- 1993: si tú me miras
- 1993: Basico
- 1995: 3
- 1996: Alejandro Sanz (Итальянский альбом) / Alejandro Sanz (Португальский альбом)
- 1997: más
- 1998: Discografía Completa: Edición Especial Gira 98
- 2000: el alma al aire
- 2001: el alma al aire: Edición Especial
- 2001: Lo esencial de... alejandro sanz
- 2001: MTV Unplugged
- 2003: No Es Lo Mismo
- 2004: No Es Lo Mismo: Edición Especial Gira
- 2004: grandes éxitos 91_04
- 2006: Viviendo Deprisa (Выпуск 2006, с дополнительным содержанием)
- 2006: si tú me miras (Выпуск 2006, с дополнительным содержанием)
- 2006: 3 (Выпуск 2006, с дополнительным содержанием)
- 2006: más (Выпуск 2006, с дополнительным содержанием)
- 2006: el alma al aire (Выпуск 2006, с дополнительным содержанием)
- 2006: No Es Lo Mismo (Выпуск 2006, с дополнительным содержанием)
- 2006: El Tren De Los Momentos
- 2007: El Tren De Los Momentos: Edición Especial
- 2007: El Tren De Los Momentos: En Vivo Desde Buenos Aires